# Рудьевское сельское поселение
Рудьевское сельское поселение — муниципальное образование в составе Отрадненского района Краснодарского края России.
В рамках административно-территориального устройства Краснодарского края ему соответствует Рудьевский сельский округ.
Административный центр — село Рудь.

## География
Территория Рудьевского сельского поселения расположена в юго-восточной части Отрадненского района, в предгорьях главного Кавказского хребта. Удаленность от районного центра 45 километров, а от краевого центра 350 километров. Площадь поселения — 118,66 км².

## Население
| 2010  | 2012  | 2013  | 2014  | 2015  | 2016  | 2017  |
| ----- | ----- | ----- | ----- | ----- | ----- | ----- |
| 1446  | ↘1414 | ↘1396 | ↗1423 | ↗1461 | ↗1470 | ↘1468 |
| 2018  | 2019  | 2020  | 2021  | 2023  |       |       |
| ↗1492 | ↗1510 | ↗1521 | ↘1275 | ↘1268 |       |       |

Население многонациональное: русские — 963 человека, чеченцы — 157 человек, армяне — 224, грузины — 20, азербайджанцы — 5, черкесы — 4, татары — 6, немцы – 3, аварцы — 35, даргинцы — 8, рутульцы — 8, абхазы — 16, белорусы — 10, украинцы — 41, греки — 8, черкесы — 3.

## Населённые пункты
В состав сельского поселения (сельского округа) входят 4 населённых пункта:
| № | Населённый пункт | Тип населённого пункта | Население (чел.) |
| - | ---------------- | ---------------------- | ---------------- |
| 1 | Рудь             | село                   | ↘741             |
| 2 | Изобильное       | село                   | ↘474             |
| 3 | Новосинюхинское  | село                   | ↗8               |
| 4 | Хорин            | хутор                  | ↘223             |